# Кузьминский сельсовет (Алтайский край)
Кузьминский сельсовет — муниципальное образование со статусом сельского поселения и административно-территориальное образование в Змеиногорском районе Алтайского края России. Административный центр — село Кузьминка.
Законом Алтайского края от 5 июня 2019 года № 45-ЗС, Кузьминский и Никольский сельсоветы преобразованы путём их объединения в муниципальное образование Кузьминский сельсовет с административным центром в селе Кузьминка.

## Население
| 1997  | 1998  | 1999  | 2000  | 2001  | 2002  |
| ----- | ----- | ----- | ----- | ----- | ----- |
| 1519  | ↘1502 | ↗1521 | ↗1568 | ↘1458 | ↘1396 |
| 2003  | 2004  | 2005  | 2006  | 2007  | 2008  |
| ↘1317 | ↘1257 | ↗1272 | ↘1217 | ↘1209 | ↘1169 |
| 2009  | 2010  | 2011  | 2012  | 2013  | 2014  |
| ↘1113 | ↘928  | ↘922  | ↘921  | ↘898  | ↘882  |
| 2015  | 2016  | 2017  | 2018  | 2019  | 2020  |
| ↘843  | ↘809  | ↘775  | ↘754  | ↘742  | ↗989  |
| 2021  |       |       |       |       |       |
| ↘965  |       |       |       |       |       |

По результатам Всероссийской переписи населения 2010 года, численность населения муниципального образования составила 928 человек, в том числе 439 мужчин и 489 женщин. Оценка Росстата на 1 января 2012 года — 921 человек.

## Населённые пункты
В состав сельского поселения входит 5 населённых пунктов:
- село Кузьминка;
- посёлок Предгорный;
- посёлок Утка;
- посёлок Варшава;
- село Никольск.

Тушканиха — упразднённый  1981 году посёлок.